# جائزة ألمانيا الكبرى 2013
جائزة ألمانيا الكبرى 2013 (بالإنجليزية: 2013 German Grand Prix)‏ هو سباق فورمولا 1 أقيم بتاريخ 7 يوليو 2013 في حلبة نوربورغرينغ، ألمانيا. كان التاسع من أصل 19 في بطولة العالم لسباقات الفورمولا واحد موسم 2013. حلّ الألماني سباستيان فيتل أولا بينما جاء الفنلندي كيمي رايكونن في المركز الثاني وحصل على المركز الثالث الفرنسي رومان غروجان.